# Idiops flaveolus
Espèce
Synonymes
- Acanthodon flaveolum Pocock, 1901

Idiops flaveolus est une espèce d'araignées mygalomorphes de la famille des Idiopidae.

## Distribution
Cette espèce est endémique du Cap-Oriental en Afrique du Sud,.

## Description
La femelle holotype mesure 19 mm.

## Publication originale
- Pocock, 1901 : Descriptions of some new African Arachnida. Annals and Magazine of Natural History, sér. 7, vol. 7, p. 284-288 (texte intégral).